# Martin Hauffe
Friedrich Felix Martin Hauffe (* 20. Oktober 1886 in Dahlen (Sachsen); † 1972) war ein deutscher Offizier und Funktionär sowie Verwaltungsleiter des Fürstenhauses von Hohenzollern. Er war in Personalunion Führer des Landesverbandes Sachsen, des Gaues Ostsachsen und des Stadtgaues Dresden sowie Geschäftsführer der Ortsgruppe Dresden des Nationalsozialistischen Deutschen Frontkämpferbundes (Stahlhelm), galt als wichtiges Verbindungsglied in Adelskreise und zur Reichswehr und war als „Exponent des Widerstandes im Stahlhelm“ zeitweise in Gestapohaft.

## Leben und Wirken
Er war der Sohn von Friedrich Wilhelm Hauffe und dessen Ehefrau Karoline Wilhelmine geborene Schlegel. Nach dem Schulbesuch schlug er eine militärische Laufbahn ein. Zum Zeitpunkt seiner Verlobung 1910 war er Leutnant im 4. Königl. Sächsischen Feldartillerie-Regiment Nr. 48 in Dresden und stieg zunächst bis zum Hauptmann auf. Nach Berlin gewechselt, wurde er 1927 im Reichswehrministerium in der Abteilung Fremde Heere (T3), Bereich zur Erstellung von Feindbildanalysen verwendet. Leiter der Abteilung, bei der die Informationen der nachrichtendienstlichen Institutionen, der Dechiffrierstelle, der Horchdienste, der zur Fremdaufklärung im Ausland eingesetzten „Reiseoffiziere“ zusammenflossen, war Oberst Curt Liebmann (1881–1960). Zu diesem Zeitpunkt war der militärische Nachrichtendienst (Abwehr) noch Bestandteil der Abteilung. Auf Grund außerordentlicher Missstände, hervorgerufen durch Schwarze Kassen, Beteiligung an zahlreichen geheimen Rüstungsprojekten und illegale Finanzmachenschaften musste die Abteilung Anfang 1928 umgestaltet werden. In diese Neuausrichtung der Arbeit war Hauffe mit einbezogen. Die Leitung übernahm im März 1928 Oberst Erich Kühlenthal. Anfang April erließ Reichswehrminister Wilhelm Groener eine neue Richtlinie zur zukünftigen Ausgestaltung und Arbeitsweise dieses in Schieflage geratenen Bereiches. In der neuen Abteilungsstruktur übernahm Hauffe die Leitung der Zentral-Gruppe I., somit fungierte er zugleich als Kühlenthals Stellvertreter. Damit war er zuständig für allgemeine und grundsätzliche Aufgaben des Bereiches Fremde Heere und hatte vor allem repräsentative und diplomatische Aufgaben zu bewältigen.
Neben der Wahrnehmung seiner dienstlichen Aufgaben in Berlin war er eingebunden und ein besonders aktives Mitglied der Stahlhelm-Organisation Dresden. Er bereitete Aufmärsche, öffentliche Auftritte und Publikationen dieses Frontkämpferbundes mit vor. Artikel von ihm erscheinen in der Tagespresse als auch in den Publikationen des Bundes. Mehrfach entstammten kämpferische Aufrufe zur Mobilisierung der ihm untergeordneten Kämpfer seiner Feder, in denen er zu deutlicher Positionierung aufforderte. So wurde ihm im Januar 1927 in der Tageszeitung der Kommunistischen Partei Deutschlands, Bezirk Sachsen „Arbeiterstimme“ vorgeworfen, dass er in Uniform vor dem Stahlhelmheim in der Zirkusstraße zu Misshandlung der dort versammelnden Arbeitern aufgerufen habe. In Folge kam es zu blutigen Auseinandersetzungen. Im Range eines Hauptmanns a. D. war Hauffe damals bereits Vorsitzender des Stahlhelms, Bund der Frontsoldaten im Gau Sachsen und der Stadt Dresden. Von den Überwachungsbehörden wurde er als „geschickter Organisator“ und „zündender Redner“ eingeschätzt, dem es deshalb gelang, die Zahl der Mitglieder der Dresdner Ortsgruppe von 30 bei der Gründung 1924 auf über 2000 im Jahr 1929 zu erhöhen.
Daneben war Hauffe auch zweiter Landesvorsitzender des Stahlhelms in Sachsen. In dieser Funktion war er unter anderem Mitorganisator des Gautreffens des Stahlhelm-Gaues Ostsachsen in Großenhain am 25./26. Oktober 1930. Noch 1932 bezeichnete er in der Öffentlichkeit Adolf Hitler als „Demagogen, der sich zum Heiland machen wollte“ und zog ihn ins Lächerliche, in dem er äußerte „mit rollenden Augen und Schaum vor dem Munde kann man Deutschland nicht retten“. Fortan stand Hauffe unter anhaltender Beobachtung des Sicherheitsdienstes der SS. Dabei zeigte sich, dass er keinesfalls vor spitzfindigen Äußerungen wie „Im dritten Reich marschieren wir, im vierten Reich regieren wir!“ zurückschreckte.
Auf Reichsebene sorgte Hauffe auf der zweiten Reichsführertagung des Stahlhelms am 5. Mai 1932 in Magdeburg für Aufsehen, in dem er sich in seiner Ansprache öffentlich gegen Hitler aussprach. „Für den Stahlhelmer gibt es neben der Person seiner obersten Führer und der Unantastbarkeit der Idee keinen andern Gott im politischen Leben“. Kurz darauf nahm er in Mannheim gemeinsam mit anderen Stahlhelmführern an der Weihe des neuen Stahlhelmheimes teil und war der Gastredner auf der Reichsgründungsfeier im Januar 1933 in Karlsruhe. In dieser Zeit entwickeln sich, vor allem durch gemeinsame Auftritte bei den Massenveranstaltungen, die Beziehungen von Hauffe zur Familie Hohenzollern und zur Familie des sächsischen Königshauses. Im Dezember 1932 musste Hauffe schärfste Kritik und Anfeindung über sich ergehen lassen, da in einem vom Stahlhelm herausgegebenen Kalender für das jüdische Unternehmen Pintas, das ein Sponsor des Stahlhelms war, geworben wurde.
SA-Obergruppenführer Manfred von Killinger ordnete Ende Juli 1933 im Zuge der Eingliederung des Stahlhelms in die SA an, dass Hauffe Stahlhelmführer bei der SA-Gruppe Sachsen wird und Karl Huhold die gleiche Funktion in der SA-Gruppe Mitte übernimmt. Max Jüttner aus Halle (Saale) wurde hingegen als Stahlhelmführer für die in die SA übernommenen Mitglieder in den Stab der SA-Obergruppe IV (Dresden) übernommen.
Im Oktober 1933 sprach Hauffe neben dem NSDAP-Gauleiter Martin Mutschmann auf dem Brigadetreffen in Chemnitz anlässlich der Unterstellung des Stahlhelms unter die SA und am 9. November 1933 organisierte er eine große Wahlkampfveranstaltung in Dresden, auf der neben Hauffe auch Franz Seldte sprach. Ende September 1933 leitete er eine Gruppe von 20 deutschen Stahlhelm-Führern beim Besuch des sogenannten Frontkämpfertages in Ungarn. Den Gästen zu Ehren veranstaltete der ungarische Ministerpräsident eine Ehrenparade. Am 5. November 1933 übergab Hauffe in Beisein der ca. 35.000 angetretenen Mitglieder der Brigade 33 auf dem Alaunplatz in Dresden die aus dem Stahlhelmverband in die SA übergehenden Mitglieder der Stahlhelms an den Dresdner SA-Oberführer Joachim Schroedter, der diese dort in die Standarte J 13 übernahm. Spätestens Mitte 1933 gehörte Hauffe, durch die von Adolf Hitler veranlasste Gleichschaltung des „Stahlhelms“ zur SA-Reserve I und war ab da mit dem Dienstgrad eines Oberführers Mitglied der SA.
Nach dem Ausscheiden von Johannes Brückner wurde er 1934 Landesführer des Stahlhelms, der im März 1934 zum Nationalsozialistischen Deutschen Frontkämpferbund (NSDFB) umgewandelt worden war. Mit der Verordnung des Sächsischen Ministers des Inneren zum Uniform- und Versammlungsverbot des „Stahlhelms“ (NSDFB) in Sachsen vom 30. Juli 1935 stand auch das Ende von Hauffes Funktion als Landesführer des NSDFB bevor. Er war auf der Titelseite der amtlichen Tageszeitung des NSDAP im Gau Sachsen, Der Freiheitskampf, am 31. Juli 1935 öffentlich angeprangert worden. Ihm wurde vorgeworfen, sich bewusst als Führer der „Grauen Kompanie“ von „der Volksgemeinschaft“ abzusondern. Als Beispiel wurde die streng von der Öffentlichkeit abgeschirmte Führerbesprechung des Stahlhelms im Jagdschloss Rehefeld am 21./22. Juni 1935 genannt. In einer Rede in Zittau hätte Hauffe sogar behauptet: „Wenn wir nicht gewesen wären, hätten wir das Dritte Reich überhaupt nicht.“ Außerdem erinnerte die Parteipresse daran, dass Hauffe Adolf Hitler noch im Mai 1932 als einen „ungebildeten Trommler und Demagogen“ bezeichnet hat. Hauffes letzte Aktivität als NSDFB-Landesführer war eine Rede gelegentlich des letzten Führerappells des Landesverbandes Sachsen im NSDFB am 16. November 1935 im Vereinshaus zu Dresden, die später auch mit seinem Porträt in Druck und auf Schallplatte erschien. In seinem Aufsatz Die ganze Kompanie hatte er sich im kurz vor dem Verbot 1935 erschienenen Druckwerk Der NSDFB (Stahlhelm) öffentlich zu Adolf Hitler bekannt.
Etwa ab 1936 ging Hauffe auf Distanz zum NS-Regime, da ihm durch die Ende 1935 erfolgte Auflösung der Stahlhelm-Formationen bewusst geworden war, dass er auch nur instrumentalisiert worden war. Mehrmals wurde er von der Gestapo überwacht, kurzzeitig in Haft genommen und verhört. In einer im Bundesarchiv überlieferten Akte befinden sich 146 Protokolle über die Abhörung seines Telefons. Zusammen mit anderen Stahlhelm-Mitgliedern wie dem ehemaligen Bundeskanzler Siegfried Wagner sowie Jenö von Egan-Krieger und Theodor Gruß bildete Hauffe einen Widerstandskreis, der Verbindungen zu anderen Widerstandsgruppen hatte, so u. a. zum Kreis um Wilhelm Leuschner und Richard Woldt. Eine Enttarnung seiner Widerstandsarbeit ist jedoch der Gestapo durch konsequente Einhaltung konspirativer Regeln nicht gelungen. So zog er sich Mitte 1944 mit Einsetzen der Verfolgungswelle nach dem missglückten Attentat aus mehreren bestehenden Verbindungen zurück.
1945 hatte er den Dienstrang eines Oberstleutnant, der ihm wahrscheinlich noch während seiner Zugehoerigkeit zum Lehrkörper an der Kriegsakademie Dresden verliehen worden war.
Nach Ende des Zweiten Weltkrieges wurde er am 2. Juni 1945 zum Geheimen Kabinettsrat durch Friedrich Fürst von Hohenzollern ernannt, dessen Verwaltung er fortan und ab 1951 wieder auf Schloss Sigmaringen, leitete.
Er sagte 1946 neben den beiden früheren Stahlhelm-Angehörigen Otto von Waldenfels und Theodor Gruß bei den Nürnberger Prozessen als Zeuge aus. Später hatte er Kontakte zum 1951 gegründeten Der Stahlhelm – Kampfbund für Europa und bemühte sich u. a. um die Aufklärung des Verbleibs von früheren führenden Stahlhelm-Angehörigen.
Am 29. Mai 1952 erhielt Martin Hauffe das Bundesverdienstkreuz am Bande verliehen.

## Familie
Am 9. März 1911 heiratete Hauffe in Dresden Ilva Algunde Franziska Vogel, Tochter des promovierten Philosophen Max Benno Vogel aus Chemnitz. Die Ehe wurde am 10. Dezember 1925 geschieden.

## Schriften (Auswahl)
- Rede des Hauptmanns a. D. Martin Hauffe, Führer der Bezirks- und Ortsgruppe Dresden des Stahlhelm, B.d.F., gehalten am 9.XI.1928 in der großen nationalen Kundgebung des Stahlhelm Dresden im Zirkus Sarrasani. o. O., o. J.[25]
- 2. Reichs-Stahlhelm-Führertagung 5. Mai 1932 zu Magdeburg. Reden. Stahlhelm, Bundesamt-Propagandaabteilung, Berlin [nach 1932] (auch als Filmdokument in der Wochenschau).
- Neujahrsgruß der sächsischen Stahlhelms. In: Erzgebirgischer Volksfreund vom 2. Januar 1934, S. 2.
- Festschrift 1924 - Zehn Jahre Stahlhelm - 1934. Dresden 1934.
- Rede des Landesführers Hauptmann a. D. Martin Hauffe, geh. gelegentl. d. letzten Führerappells d. Landesverbandes Sachsen im N. S. Dt. Frontkämpfverbund [Stahlhelm] am 16. Nov. 1935 im Vereinshaus zu Dresden. Dresden 1935 (mit Porträt).
- Die ganze Kompanie. In: Der NSDFB (Stahlhelm). Geschichte, Wesen und Aufgabe des Frontsoldatenbundes. Freiheitsverlag, Berlin 1935.
- Er war Herausgeber der Reihe Kameradenhilfe, die spätestens 1939 ihr Erscheinen einstellte.[26]

## Nachlass
Sein schriftlicher Nachlass aus der Zeit von 1945 bis 1966 wird heute im Bundesarchiv verwahrt. Darin enthalten ist u. a. der Schriftwechsel mit General Alexander von Falkenhausen, dem Leiter der Sicherheitsgruppe im Amt Blank Achim Oster, dem Widerstandskämpfer Rudolf Pechel und der Traditionsgemeinschaft „Der Stahlhelm“.